# Campeonato Asiático de Atletismo de 2017 - Salto triplo masculino
A prova do salto triplo masculino do Campeonato Asiático de Atletismo de 2017 foi disputada no dia 7 de julho de 2017 no Kalinga Stadium em Bhubaneswar, na Índia. 

## Recordes
Antes desta competição, os recordes mundiais e do campeonato nesta prova eram os seguintes:
|                       | Nome             | Nacionalidade | Distância | Local        | Data                  |
| --------------------- | ---------------- | ------------- | --------- | ------------ | --------------------- |
| Recorde mundial       | Jonathan Edwards | Reino Unido   | 18m 29cm  | Gotemburgo   | 7 de agosto de 1995   |
| Recorde do campeonato | Chen Yanping     | China         | 17m 22cm  | Kuala Lumpur | 1991                  |
| Recorde asiático      | Li Yanxi         | China         | 17m 59cm  | Jinan        | 26 de outubro de 2009 |

## Medalhistas
| Ouro             | Prata                   | Bronze            |
| Zhu Yaming (CHN) | Mark Harry Diones (PHI) | Xu Xiaolong (CHN) |

## Resultado final
| Posição           | Atleta                       | Nacionalidade | #1    | #2     | #3    | #4    | #5    | #6    | Resultados | Notas |
| ----------------- | ---------------------------- | ------------- | ----- | ------ | ----- | ----- | ----- | ----- | ---------- | ----- |
| Medalha de ouro   | Zhu Yaming                   | China         | 16.35 | 16.82w | 14.24 | x     | x     | 15.51 | 16.82w     |       |
| Medalha de prata  | Mark Harry Diones            | Filipinas     | x     | 15.64  | 16.45 | x     | x     | 16.43 | 16.45      |       |
| Medalha de bronze | Xu Xiaolong                  | China         | 15.51 | 16.31  | 16.36 | 16.10 | 16.45 | 16.41 | 16.45      |       |
| 4                 | Arpinder Singh               | Índia         | 16.27 | 16.33w | x     | x     | x     | 16.11 | 16.33w     |       |
| 5                 | Muhammad Hakimi Ismail       | Malásia       | 15.97 | x      | 15.88 | 14.42 | 15.88 | 14.40 | 15.97      |       |
| 6                 | Sanjaya Sandaruwan Jayasingh | Sri Lanka     | 15.79 | x      | 15.85 | x     | 15.97 | 15.79 | 15.97      |       |
| 7                 | D. Karthik                   | Índia         | 15.88 | 15.79  | 15.93 | 15.57 | 15.89 | 15.82 | 15.93      |       |
| 8                 | Roman Valiyev                | Cazaquistão   | 15.56 | 15.87w | x     | 15.42 | 15.82 | x     | 15.87w     |       |
| 9                 | Khaled Saeed Al-Subaie       | Kuwait        | 15.21 | 14.95  | 15.66 |       |       |       | 15.66      |       |
| 10                | Kim Dong-han                 | Coreia do Sul | 15.24 | 15.47  | 15.63 |       |       |       | 15.63      |       |

Legenda
| Recorde mundial       | Recorde mundial (World record)               |                       | Recorde africano                      | Recorde africano (African) |                                           | Q | Classificado por posição (Qualified) |
| Recorde do campeonato | Recorde do campeonato (Championship record)  | Recorde da América    | Recorde da América (Americas)         | q                          | Classificado por melhor tempo (Qualified) |   |                                      |
| Melhor marca do ano   | Melhor marca do ano (World leading)          | Recorde asiático      | Recorde asiático (Asian)              | DNS                        | Não largou (Did not start)                |   |                                      |
| Recorde nacional      | Recorde nacional (National record)           | Recorde europeu       | Recorde europeu (European)            | DNF                        | Não terminou (Did not finish)             |   |                                      |
| Recorde pessoal       | Recorde pessoal do atleta (Personal best)    | Recorde da Oceania    | Recorde da Oceania (Oceania)          | DSQ / DQ                   | Desclassificado (Disqualified)            |   |                                      |
| Recorde da temporada  | Recorde da temporada do atleta (Season best) | Recorde sul-americano | Recorde sul-americano (South America) | NM                         | Sem marca (No mark)                       |   |                                      |